# Высичанский сельский совет
Высечанский сельский совет (укр. Висічанська сільська рада) — входит в состав
Борщёвского района
Тернопольской области
Украины.
Административный центр сельского совета находится в 
с. Высичка.

## Населённые пункты совета
- с. Высичка